# Hochplatte (Chiemgauer Alpen)
Die Hochplatte ist ein 1586,8 m ü. NHN hoher Berg in den Chiemgauer Alpen östlich der Kampenwand. Lange Zeit stellte er den westlichen Rand des Verbreitungsgebiets der Pflanzengattung Hundszunge dar. Der Berg wird unter anderem von Wanderern und Gleitschirmfliegern sowie im Winter von Rodlern besucht.

## Aufstieg
Die Hochplatte ist von Nordosten ab Marquartstein unschwierig zu erreichen. Der etwa zweieinhalbstündige Aufstieg führt weitgehend über Forststraßen. Auf den letzten Metern gelangt man über einen Steig zum Gipfel. Durch die Benutzung der Hochplattenbahn kann der Anstieg verkürzt werden.

## Hochplattenbahn
Seit 1973 führt die Hochplattenbahn von Marquartstein aus auf die der Hochplatte nördlich vorgelagerte Staffenalm. Es handelt sich dabei um einen von der Firma Doppelmayr gebauten, 1330 Meter langen Doppelsessellift, der von der Talstation auf 560 m ü. NHN bis zur Bergstation auf 1040 Metern Höhe führt und dabei von 17 Stützen getragen wird.